# Wicehrabia Powerscourt
Wicehrabiowie Powerscourt 1. kreacji (parostwo Irlandii)
- 1618–1634: Richard Wingfield, 1. wicehrabia Powerscourt

Wicehrabiowie Powerscourt 2. kreacji (parostwo Irlandii)
- 1665–1717: Folliott Wingfield, 1. wicehrabia Powerscourt

Hrabiowie Powerscourt 3. kreacji (parostwo Irlandii)
- 1744–1751: Richard Wingfield, 1. wicehrabia Powerscourt
- 1751–1764: Edward Wingfield, 2. wicehrabia Powerscourt
- 1764–1788: Richard Wingfield, 3. wicehrabia Powerscourt
- 1788–1809: Richard Wingfield, 4. wicehrabia Powerscourt
- 1809–1823: Richard Wingfield, 5. wicehrabia Powerscourt
- 1823–1844: Richard Wingfield, 6. wicehrabia Powerscourt
- 1844–1904: Mervyn Wingfield, 7. wicehrabia Powerscourt
- 1904–1947: Mervyn Richard Wingfield, 8. wicehrabia Powerscourt
- 1947–1973: Mervyn Patrick Wingfield, 9. wicehrabia Powerscourt
- 1973 -: Mervyn Niall Wingfield, 10. wicehrabia Powerscourt

Następca 10. wicehrabiego Powerscourt: Mervyn Anthony Wingfield